# Miguel Toma
Miguel Ángel Toma Sanchis (Montevideo, 6 de agosto de 1952) es un abogado uruguayo. Fue secretario de la Presidencia en dos oportunidades: 2008-2010 y 2015-2020.

## Trayectoria
Se recibió de Doctor en Derecho y Ciencias Sociales, en la Universidad de la República en el año 1981. En 1996 comenzó a trabajar en dicha institución como Profesor Catedrático Grado 4, en la materia de Legislación Sanitaria y Farmacéutica. Dejó dicho trabajo en el 2001.
En 1997 entró a trabajar en el Ministerio de Salud Pública, donde se desempeñó como Director del Departamento Jurídico. En el año 2000 ascendió a director general de Secretaría del Ministerio.  En el año 2005 fue nombrado miembro titular del Consejo Directivo del Centro Latinoamericano de Administración para el Desarrollo, así como también Delegado de la ONSC (Oficina Nacional de Servicio Civil) en la Junta Nacional de Apoyo a la O.M.P. del SI.NO.MA.PA. (Sistema Nacional de Apoyo a las Operaciones para el Mantenimiento de la Paz). En 2005 fue designado como Director de la Oficina Nacional del Servicio Civil y, más tarde, ese mismo año, como Presidente de la Comisión Nacional del Servicio Civil. 
Fue adherente al Partido Colorado hasta la presidencia de Jorge Batlle, aunque no se lo identifica como un miembro orgánico del Partido.
El 11 de febrero de 2008, el presidente Tabaré Vázquez anunció que Toma sería el nuevo Secretario de Presidencia, asumiendo dicho cargo el 3 de marzo del mismo año.
En diciembre de 2014, tras confirmarse la elección de Tabaré Vázquez para un nuevo periodo presidencial, se anunció que Toma volvería a estar al frente de la Secretaría de Presidencia.